# Rin-Ruhr
L'àrea urbana de Rin-Ruhr està situada al nord-oest d'Alemanya, a l'estat federat de Rin del Nord-Westfàlia.

Usos dels terreny dels voltants.

És la connurbació més extensa d'Europa amb 7.826 km², i una de les més grans del món. S'estén des de la ciutat de Bonn, al sud, al llarg del riu Rin vers el nord per Colònia, Leverkusen, i Düsseldorf fins a Duisburg, i d'allà a l'est al llarg del riu Ruhr per ciutats densament poblades com Essen i Bochum fins a Dortmund.
Agrupa una població de gairebé 11 milions d'habitants (xifra similar a les àrees metropolitanes de Londres i Paris), i té una densitat de 1.334 hab/km².
Éstà formada per la megalòpoli de la regió del Ruhr (continu urbà de 5 milions d'habitants ciutat rere ciutat), les àrees metropolitanes de Düsseldorf i de Colònia, i d'altres ciutats com Wuppertal, Bonn, Krefeld i Mönchengladbach.
Des de finals del segle xix i inicis del segle xx va ser la zona industrial més important d'Europa (sobretot arran les mines de carbó als vessants del riu Ruhr, però també arran tota la població que va agrupar i el comerç que generà). Actualment acumula prop del 20% del PIB d'Alemanya i l'economia s'ha diversificat vers sectors com l'ecotecnología, finances, i fires comercials.

## Distribució de la població
| Districte                      | Municipi o ciutat   | Superfície (en km²) | Població(1) |
| ------------------------------ | ------------------- | ------------------- | ----------- |
| Renania del Nord-Westfàlia     |                     |                     |             |
| Regió d'Arnsberg               |                     |                     |             |
| —                              | Herne               | 51,41               | 169.991     |
| —                              | Bochum              | 145,40              | 383.743     |
| —                              | Dortmund            | 280,40              | 587.624     |
| —                              | Hagen               | 160,36              | 195.671     |
| —                              | Hamm                | 226,26              | 183.672     |
| Districte d'Unna               | Schwerte            | 56,20               | 49.326      |
| Districte d'Unna               | Holzwickede         | 22,36               | 17.446      |
| Districte d'Unna               | Unna                | 88,52               | 67.680      |
| Districte d'Unna               | Bönen               | 38,02               | 19.142      |
| Districte d'Unna               | Kamen               | 40,93               | 45.816      |
| Districte d'Unna               | Bergkamen           | 44,80               | 52.054      |
| Districte d'Unna               | Werne               | 76,08               | 30.477      |
| Districte d'Unna               | Lünen               | 59,18               | 89.803      |
| Districte de Ennepe-Ruhr       | Witten              | 72,40               | 100.248     |
| Districte de Ennepe-Ruhr       | Hattingen           | 71,40               | 56.700      |
| Districte de Ennepe-Ruhr       | Herdecke            | 22,40               | 25.421      |
| Districte de Ennepe-Ruhr       | Wetter              | 31,47               | 28.923      |
| Districte de Ennepe-Ruhr       | Gavelsberg          | 26,27               | 32.628      |
| Districte de Ennepe-Ruhr       | Ennepetal           | 57,42               | 32.034      |
| Districte de Ennepe-Ruhr       | Schwelm             | 20,50               | 29.780      |
| Districte de Ennepe-Ruhr       | Sprockhövel         | 47,79               | 25.982      |
| Regió de Münster               |                     |                     |             |
| —                              | Bottrop             | 100,70              | 118.975     |
| —                              | Gelsenkirchen       | 104,84              | 266.722     |
| Districte de Recklinghausen    | Gladbeck            | 35,91               | 76.373      |
| Districte de Recklinghausen    | Herten              | 37,31               | 64.344      |
| Districte de Recklinghausen    | Marl                | 87,69               | 90.113      |
| Districte de Recklinghausen    | Dorsten             | 171,00              | 79.136      |
| Districte de Recklinghausen    | Recklinghausen      | 66,40               | 121.521     |
| Districte de Recklinghausen    | Oer-Erkenschwick    | 38,80               | 30.462      |
| Districte de Recklinghausen    | Castrop-Rauxel      | 51,66               | 77.263      |
| Districte de Recklinghausen    | Datteln             | 66,08               | 36.297      |
| Districte de Recklinghausen    | Waltrop             | 46,98               | 29.948      |
| Regió de Düsseldorf            |                     |                     |             |
| —                              | Essen               | 210,32              | 583.198     |
| —                              | Oberhausen          | 77,04               | 218.181     |
| —                              | Mülheim an der Ruhr | 91,26               | 169.414     |
| —                              | Duisburgo           | 232,82              | 499.111     |
| —                              | Düsseldorf          | 217,00              | 577.505     |
| —                              | Solingen            | 89,45               | 162.948     |
| —                              | Wuppertal           | 168,41              | 358.330     |
| —                              | Remscheid           | 74,60               | 114.925     |
| —                              | Krefeld             | 137,68              | 237.104     |
| —                              | Mönchengladbach     | 170,43              | 260.951     |
| Districte de Wesel             | Moers               | 67,68               | 107.180     |
| Districte de Wesel             | Neukirchen-Vluyn    | 43,48               | 28.491      |
| Districte de Wesel             | Kamp-Lintfort       | 63,16               | 39.461      |
| Districte de Wesel             | Rheinberg           | 75,15               | 32.145      |
| Districte de Wesel             | Dinslaken           | 47,67               | 70.233      |
| Districte de Wesel             | Voerde              | 53,49               | 38.358      |
| Districte de Wesel             | Wesel               | 122,62              | 61.432      |
| Districte de Viersen           | Tönisvorst          | 44,33               | 30.140      |
| Districte de Viersen           | Viersen             | 91,07               | 75.975      |
| Districte de Viersen           | Willich             | 67,77               | 51.995      |
| Districte de Mettmann          | Ratingen            | 88,72               | 92.152      |
| Districte de Mettmann          | Erkrath             | 26,89               | 47.205      |
| Districte de Mettmann          | Mettmann            | 42,52               | 39,778      |
| Districte de Mettmann          | Wülfrath            | 32,23               | 21.917      |
| Districte de Mettmann          | Heiligenhaus        | 27,47               | 27.415      |
| Districte de Mettmann          | Velbert             | 74,90               | 86.754      |
| Districte de Mettmann          | Hilden              | 25,96               | 56.326      |
| Districte de Mettmann          | Haan                | 24,22               | 29.411      |
| Districte de Mettmann          | Langenfeld          | 41,10               | 58.947      |
| Districte de Mettmann          | Monheim am Rhein    | 23,10               | 43.587      |
| Districte de Rhein-Neuss       | Neuss               | 99,48               | 151.626     |
| Districte de Rhein-Neuss       | Kaarst              | 37,48               | 42.269      |
| Districte de Rhein-Neuss       | Meerbusch           | 64,37               | 54.180      |
| Districte de Rhein-Neuss       | Korschenbroich      | 55,26               | 33.401      |
| Districte de Rhein-Neuss       | Jüchen              | 71,84               | 22.704      |
| Districte de Rhein-Neuss       | Grevenbroich        | 102,60              | 64.388      |
| Districte de Rhein-Neuss       | Dormagen            | 85,40               | 63.474      |
| Districte de Rhein-Neuss       | Rommerskirchen      | 60,99               | 12.658      |
| Regió de Colònia               |                     |                     |             |
| —                              | Colònia             | 405,15              | 989.766     |
| —                              | Leverkusen          | 78,85               | 161.336     |
| Districte Rheinisch-Bergischer | Bergisch Gladbach   | 83,12               | 105.587     |
| Districte Rheinisch-Bergischer | Leichlingen         | 37,33               | 27.542      |
| Districte Rheinisch-Bergischer | Burscheid           | 27,38               | 19.025      |
| Districte Rheinisch-Bergischer | Wermelskirchen      | 74,66               | 36.386      |
| Districte Rheinisch-Bergischer | Odenthal            | 39,97               | 15.718      |
| Districte Rheinisch-Bergischer | Rösrath             | 38,81               | 27.128      |
| Districte de Rhein-Erft        | Hürth               | 51,12               | 55.593      |
| Districte de Rhein-Erft        | Brühl               | 36,12               | 44.503      |
| Districte de Rhein-Erft        | Frechen             | 45,11               | 49.164      |
| Districte de Rhein-Erft        | Kerpen              | 113,94              | 64.425      |
| Districte de Rhein-Erft        | Pulheim             | 72,14               | 53.645      |
| Districte de Rhein-Erft        | Bergheim            | 96,33               | 62.897      |
| Districte de Rhein-Erft        | Bedburg             | 80,21               | 24.926      |
| Districte de Rhein-Erft        | Elsdorf             | 66,00               | 21.552      |
| Districte de Rhein-Erft        | Erftstadt           | 119,88              | 51.082      |
| Districte de Rhein-Erft        | Wesseling           | 23,40               | 35.360      |
| Districte de Rhein-Sieg        | Bonn                | 141,22              | 314.299     |
| Districte de Rhein-Sieg        | Bornheim            | 82,72               | 48.402      |
| Districte de Rhein-Sieg        | Alfter              | 34,73               | 22.803      |
| Districte de Rhein-Sieg        | Niederkassel        | 35,79               | 36.652      |
| Districte de Rhein-Sieg        | Troisdorf           | 62,17               | 74.790      |
| Districte de Rhein-Sieg        | Lohmar              | 65,50               | 31.247      |
| Districte de Rhein-Sieg        | Siegburg            | 23,47               | 39.192      |
| Districte de Rhein-Sieg        | Sankt Agustin       | 34,22               | 56.216      |
| Districte de Rhein-Sieg        | Hennef              | 105,79              | 45.480      |
| Districte de Rhein-Sieg        | Königswinter        | 76,19               | 41.216      |
| Districte de Rhein-Sieg        | Wachtberg           | 49,67               | 20.050      |
| Districte de Rhein-Sieg        | Bad Honnef          | 48,30               | 25.141      |
| TOTAL                          | TOTAL               | 7.826,19            | 10.441.969  |

- (1) - Dades del 31.12.2006, de l'informe estadístic de població del Landesamt für Datenverarbeitung und Statisktik Nordrhein-Westfalen